# Lestari (Buntu Pane)
Lestari is een bestuurslaag in het regentschap Asahan van de provincie Noord-Sumatra, Indonesië. Lestari telt 1800 inwoners (volkstelling 2010).